# Кіщук Микола Федорович
Мико́ла Фе́дорович Кіщу́к (нар. 11 січня 1910, село Річка, тепер Косівського району Івано-Франківської області — 26 жовтня 1993, місто Київ) — український радянський майстер різьблення на дереві, художник, державний діяч. Голова Косівського та Верховинського райвиконкомів Станіславської (Івано-Франківської) області, заступник голови Станіславського облвиконкому. Депутат Верховної Ради УРСР 2—4-го скликань.

## Життєпис

Могила Миколи Кіщука, Байкове кладовище

Народився у селянській родині. Мистецтву різьблення на дереві навчився у родини Шкрібляків. У 1934 році отримав диплом 1-го ступеня Коломийської художньої виставки. З 1934 року служив у польському війську.
Від 1934 року — учасник різноманітних мистецьких виставок. Досконало володів усіма прийомами декоративного різьблення. Використовуючи традиційні народні орнаментні мотиви, створював скриньки, футляри для альбомів, декоративні й тематичні тарелі з портретами, шахи, меблі тощо. Розробив нові форми та орнаменти декорування виробів. Автор проєкту меблів для кабінету Йосипа Сталіна у Кремлі (Москва, 1947), декоративних тарелей, скриньок, рахв. Окремі вироби зберігаються в музеях Києва, Львова, Івано-Франківська.
Після захоплення Галичини Червоною армією, у 1939—1941 роках — голова Річнянської сільської Ради Косівського району; один із організаторів та голова художньо-промислової артілі різьбярів «Гуцульщина» Косівського району.
Під час німецько-радянської війни у 1941 році очолював Косівське антифашистське підпілля, з 1944 року служив у Червоній армії командиром відділення особливої військової частини № 8285 НКО СРСР. Також був учасником радянсько-японської війни 1945 року.
З 1945 року — голова художньо-промислової артілі різьбярів «Гуцульщина» Косівського району. Член Спілки радянських художників України з 1945 року. Член ВКП(б).
У 1949—1952 роках заочно навчався в Ленінградському інституті живопису, скульптури та архітектури.
У 1949—1950 роках — голова виконавчого комітету Косівської районної ради депутатів трудящих Станіславської області.
У 1950—1953 роках — слухач Вищої партійної школи при ЦК КП(б)У в місті Києві.
У 1953—1958 роках — заступник голови виконавчого комітету Станіславської обласної ради депутатів трудящих.
З 1958 року — голова виконавчого комітету Косівської районної ради депутатів трудящих Станіславської області, голова виконавчого комітету Верховинської районної ради депутатів трудящих Івано-Франківської області.
Одночасно в 1961—1963 роках — голова Косівської організації Спілки художників України. У 1963—1974 роках — голова Івано-Франківської організації Спілки художників України.
Потім — на пенсії в місті Києві. Помер на 84-му році життя 26 жовтня 1993 року. Похований разом з дружиною на Байковому кладовищі (ділянка № 49а, 50°25′0.97″ пн. ш. 30°30′5.63″ сх. д. / 50.4169361° пн. ш. 30.5015639° сх. д.).

## Пам'ять
На фасаді Івано-Франківської обласної організації Національної спілки художників України знаходиться меморіальна дошка в пам'ять про Миколу Кіщука. У 2023 році, у зв'язку з декомунізацією в Україні, на неї звернув увагу історик Ярослав Коротчук, який заявив, що Кіщук, «будучи головою виконкому Косівського, а опісля Верховинського районів, маючи на руках зброю, брав участь у акціях проти ОУН та УПА, здійснював депортацію сімей повстанців, зміцнював радянську владу». Свої слова Коротчук підтвердив документами з архівів СБУ. Син Миколи Кіщука заперечив ці епізоди з біографії батька та порадив «спитати івано-франківських художників, чи потрібна їм дошка».
1 липня 2024 року меморіальну дошку Миколі Кіщуку на фасаді Івано-Франківської обласної організації Національної спілки художників України — демонтовано.

## Звання
- старший сержант

## Нагороди
- Орден Леніна (23.01.1948)
- Орден «Знак Пошани» (26.02.1958)
- медаль «За перемогу над Німеччиною у Великій Вітчизняній війні 1941—1945 рр.»
- медаль «За перемогу над Японією»
- заслужений майстер народної творчості Української РСР (1968)